# Palazzo del Collegio Raffaello
Il palazzo del Collegio Raffaello è un edificio storico di Urbino.

## Storia
Fu costruito agli inizi del XVIII secolo per volontà di Papa Clemente XI, in quanto tale edificio doveva ospitare i Padri Scolopi, già presenti in città dalla seconda metà del XVII secolo. Il progetto originario fu affidato ad Alessandro Specchi, che realizzò i disegni per le parti prospicienti la strada di Lavagine (Via C. Battisti) e la piazza della Repubblica. I lavori, iniziati agl'inizi del secolo, proseguirono lentamente, stretti da difficoltà economiche, fino alla morte di Papa Albani. Dopo alcuni anni d'interruzione, i lavori ripresero sotto la direzione del padre carmelitano Giovan Battista Bartoli, fino agl'inizi degli anni quaranta, quando l'edificio fu terminato. 
I Padri Scolopi mantennero la gestione del Collegio fino alla fine del XIX secolo, nonostante alcune interruzioni legate prima all'occupazione francese (trasformazione in Regio Liceo Convitto), tra fine XVIII e inizio XIX secolo, e poi al breve passaggio ai Padri Gesuiti, nella prima metà del XIX secolo. Quindi gli Scolopi lasceranno definitivamente la gestione del Collegio-Convitto, solamente con la regificazione del Liceo a fine secolo. Il Liceo-Convitto vi rimarrà, sotto gestione mista pubblica (Liceo) e privata (Convitto), fino agli anni settanta del XX secolo, quando il Convitto chiuse e il Liceo fu trasferito nella nuova sede costruita ex novo fuori dal centro storico. Successivamente ospitò, in via provvisoria, l'Istituto Tecnico Industriale Statale e poi le scuole medie cittadine. Dalla fine del XIX secolo è gestito, assieme al prospiciente palazzo Nuovo Albani, da un ente comunale chiamato Legato Albani.

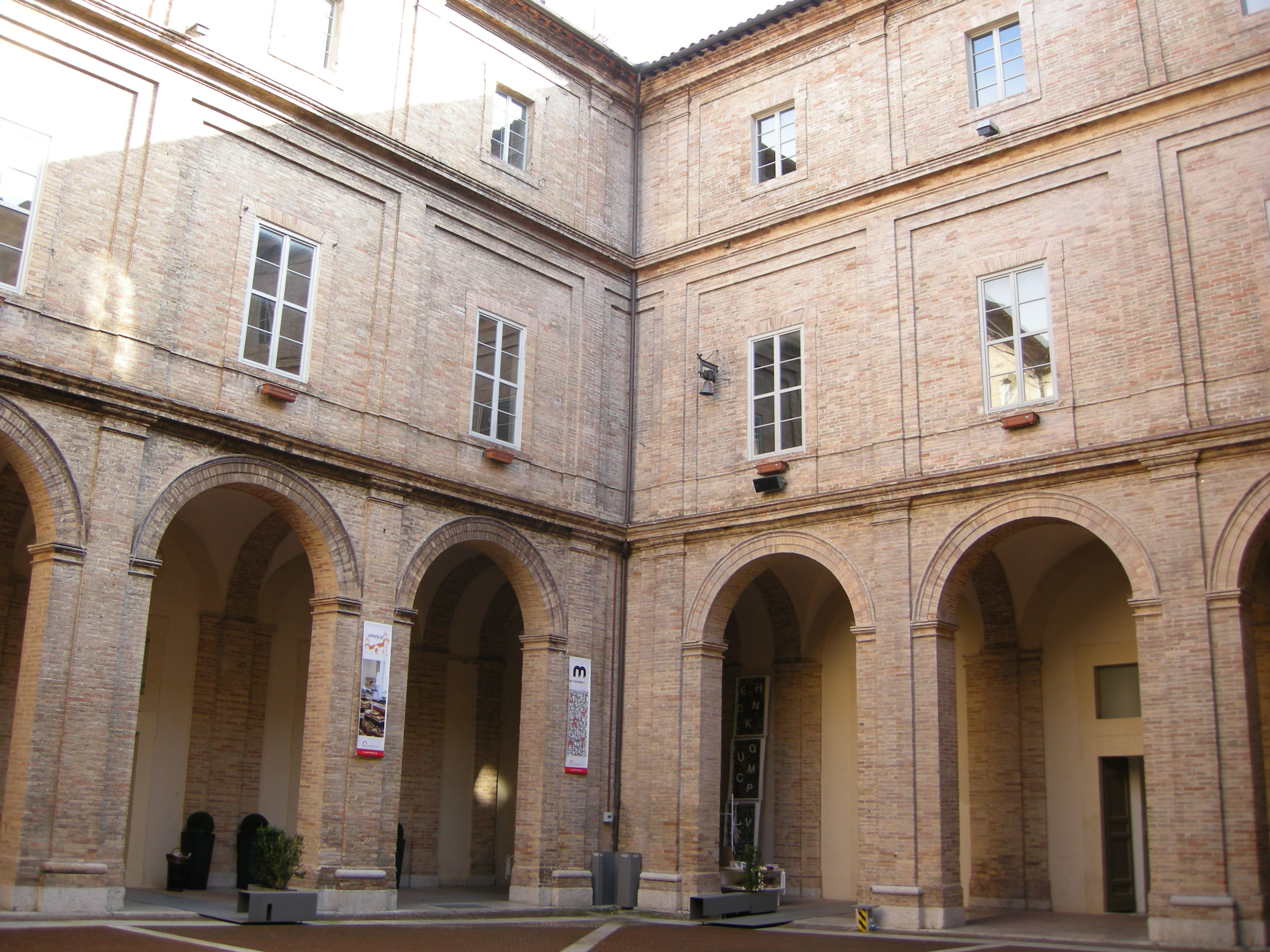
Il cortile interno

Attualmente ospita la sala del consiglio comunale, la sede distaccata della Prefettura, alcuni uffici del commissariato della Polizia di Stato, alcuni dipartimenti della locale Università, tra cui il Museo del Gabinetto di Fisica ed un laboratorio di restauro, alcune sale per esposizioni temporanee e conferenze, tra quest'ultime una è dedicata all'incisore Leonardo Castellani e vi sono esposte permanentemente le incisioni donate dagli eredi al Comune. Inoltre al piano terra hanno sede il Circolo cittadino e alcune attività commerciali, sia verso il cortile sia verso i prospetti esterni.

### Osservatorio astronomico
È una piccola torretta che svetta sul tetto dell'edificio, visibile dal cortile interno.
Fu eretta per consentire gli studi e le ricerche di padre Alessandro Serpieri.

### Chiesa di Sant'Agata
Si trovava al centro del prospetto principale, dividendo il portico a pianterreno in due rami.
Ma la sua origine era molto più antica, in quanto assieme al convento era già presente nel sito fin dal XIII secolo, fu poi ricostruita e inglobata nella nuova costruzione di Papa Albani ed ospitò le insigni opere provenienti dal vicino Oratorio del Corpus Domini, ovvero quelle di Paolo Uccello, Giusto di Gand e Tiziano, ora conservate nella Galleria Nazionale delle Marche. La chiesa nella sua veste settecentesca, all'interno del palazzo del Collegio, fu progettata probabilmente dallo Specchi. Fu smantellata e frazionata in varie parti verso la metà del XIX secolo, quando furono uniti i due rami del portico e l'aula interna della chiesa fu suddivisa verticalmente in due parti, una a piano terra ospitò un'attività commerciale e l'altra al primo piano fu trasformata in una grande sala, che oggi ospita le sedute del consiglio comunale.

### Oratorio del Corpus Domini
Anche questo edificio fu demolito agli inizi del XVIII secolo per la costruzione del palazzo del Collegio. Era l'Oratorio dell'omonima confraternita, che tra le sue attività, aveva quella di fornire la dote ad un determinato numero di ragazze povere, che altrimenti non potevano permettersela. La confraternita risaliva al XIV secolo ca, ma solo dal secolo successivo s'insediò in questo sito. Era una delle Confraternite più importanti e tra i suoi membri vantava i nomi di personaggi illustri di Urbino, come Giovanni Santi, Raffaello Sanzio, Federico Barocci, Timoteo Viti e alcuni membri della famiglia Albani.
L'importanza della Confraternita è testimoniata anche dalle committenze artistiche di alto livello della seconda metà del XV secolo, che arricchirono l'Oratorio di tre importanti opere: la Predella dell'Ostia Profanata di Paolo Uccello, l’Ultima Cena di Giusto di Gand, la Resurrezione di Cristo e l' Ultima Cena di Tiziano, ora conservate nella Galleria Nazionale delle Marche.
Nella prima metà del XVII secolo, la Confraternita realizzò un progetto di ampliamento che però non venne mai attuato, in quanto si scontrava con le volontà del Comune, il quale pensava ad un ampliamento della piazza antistante l'Oratorio, e dei vicini Padri Scolopi, che miravano ad ampliarsi. Infatti, cedendo alle richieste degli Scolopi, la Confraternita cedette l'Oratorio agli inizi del XVIII secolo e si trasferì nella chiesa di San Francesco di Paola, lungo la strada di Valbona (attuale via Giuseppe Mazzini).

### Monte di Pietà
Nell'area ove sorge il palazzo del Collegio, precedentemente si trovava anche il Monte di Pietà, fondato nella seconda metà del XV secolo, per volontà della duchessa Battista Sforza. Per ricordarlo venne sistemato, sopra ad una porta nell'ultima campata del portico verso via San Filippo, lo stemma di tale istituzione, composto da un piccolo altorilievo raffigurante Cristo sul sepolcro.

### Chiesa del Santissimo Crocifisso o di San Filippo Neri
Si trovava adiacente all'area attualmente occupata dal palazzo del Collegio, dove ora si trova la piazzetta di San Filippo. Eretta nella prima metà del XVII secolo, ospitò i Padri Filippini, fu poi soppressa e ricostruita, per breve tempo, a fine XVIII secolo, quando poi fu abbattuta.

## Descrizione
Ha l'ingresso principale nella centrale piazza della Repubblica, ma l'ampio prospetto principale si estende tra l'omonima piazza e il tratto iniziale di via Vittorio Veneto. Occupa un'area molto grande compresa tra le vie Cesare Battisti, Pozzo Nuovo, San Filippo, Vittorio Veneto e piazza della Repubblica.
La facciata principale è dominata da un grande portico, sovrastato da due ordini di finestre, interrotto al centro da ciò che resta della chiesa di Sant'Agata che divideva il loggiato in cinque arcate da una parte e in altrettante dall'altra. Il cortile interno è a pianta rettangolare porticato, a piano terra, e sovrastato da due ordini di finestre.

## Museo del Gabinetto di Fisica dell'Università
È stato istituito nel 1988 e conserva la strumentazione storico-scientifica dell'ateneo cittadino dalla fine del XVIII secolo, utilizzata per l'attività didattica e scientifica. Inoltre una sala ospita una ricostruzione virtuale, interattiva e multimediale, dello Studiolo del duca Federico da Montefeltro, nelle cui tarsie sono riprodotti diversi strumenti scientifici.